# زبان اشاره اسرائیلی

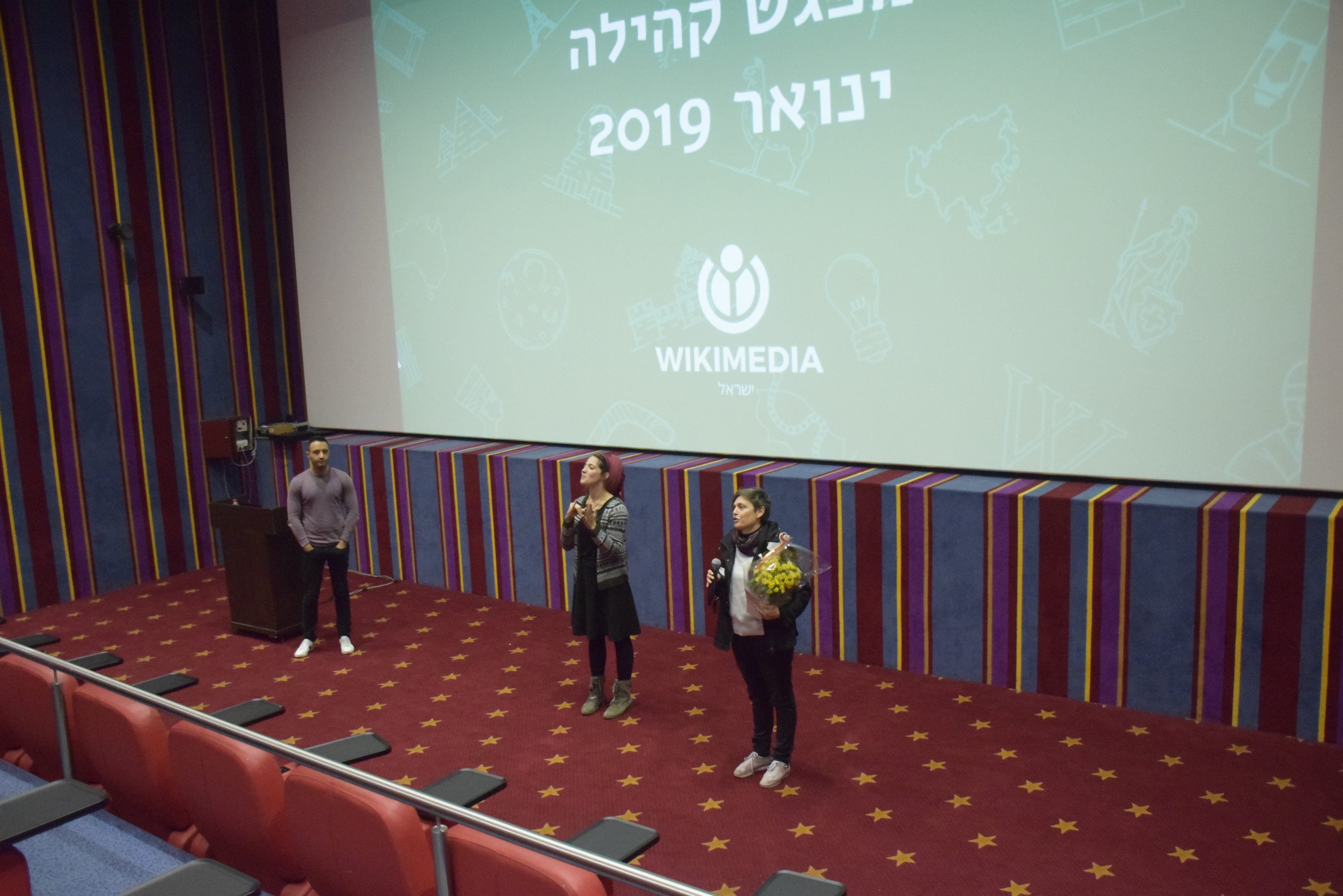
خانمی که در تصویر می‌بینید درحال صحبت کردن با حضار در سالن می باشد با زبان اشاره اسرائیلی که توسط ناشنوایان و کم شنوایان در اسرائیل استفاده می شود.

زبان اشاره اسرائیلی زبان اشاره‌ای است که توسط ناشنوایان و کم شنوایان در اسرائیل استفاده می‌شود. این زبان، عضو خانواده زبان اشاره آلمانی است؛ که از زبان اشاره اتریشی نیز تأثیرات بسیاری پذیرفته‌ است.